# Aleksandr Borovski
Aleksandr Borovski (rus: Александр Кириллович Боровский)  (Jelgava, 18 de març de 1889 - Waban, 27 d'abril de 1968) va ser un pianista rus nascut a Letònia.
Va iniciar els estudis amb la seva mare, que havia estat alumna del famós pianista Vassili Safónov. Els va completar al Conservatori de Sant Petersburg el 1912 on va obtenir una medalla d'or i el premi Anton Rubinstein. A més dels estudis musicals també va obtenir la carrera de Dret. Va ensenyar al Conservatori de Moscou de 1915 a 1920.
Després d'obtenir fama a Rússia, va iniciar diverses gires per Europa fins que amb l'esclat de la Segona Guerra Mundial va centrar la seva activitat a Amèrica Llatina. Va ser un dels primers a presentar-hi recitals amb obres de Johann Sebastian Bach. Després de recollir èxits a l'Amèrica del Sud es va traslladar cap al nord del continent. El 1941 va obtenir la nacionalitat estatunidenca i el 1956 una plaça com a professor a la Universitat de Boston.
Va realitzar com a solista uns dos mil cinc cents concerts amb les principals orquestres d'Europa i Amèrica i va ser pioner en l'enregistrament del Clavecí ben temprat de Bach i d'obres de Liszt. Era especialment reconegut per la interpretació de repertori clàssic i romàntic.